# Wayman Tisdale
Wayman Lawrence Tisdale (Fort Worth, Texas, 9 de junio de 1964 - Tulsa, Oklahoma, 15 de mayo de 2009) fue un jugador de baloncesto estadounidense que jugó durante 12 temporadas en la NBA. Con 2,06 metros, jugaba en la posición de ala-pívot. También fue músico de jazz con varios discos editados tocando el bajo.

## Trayectoria deportiva

### Universidad
Jugó durante 3 temporadas con los Sooners de la Universidad de Oklahoma, con los que promedió 25,6 puntos y 10,1 rebotes por partido. Fue elegido All-American en sus tres campañas, siendo hoy en día el único jugador en lograrlo.

### Selección nacional
Fue convocado con la selección de baloncesto de Estados Unidos para participar en los Juegos Olímpicos de Los Ángeles 1984, donde consiguieron la medalla de oro ante la selección española.

### Profesional
Fue elegido en la segunda posición del Draft de la NBA de 1985 por Indiana Pacers, donde jugó durante 3 temporadas y media. A mediados de la temporada 1988-89 fue traspasado a Sacramento Kings. Allí jugó su mejor temporada, en 1990, promediando 22,3 puntos y 7,5 rebotes por partido. En 1994 ficharía por Phoenix Suns, equipo en el que se retiraría al finalizar la temporada 1996-97. En el total de su carrera promedió 15,3 puntos y 6,1 rebotes por partido.

## Estadísticas de su carrera en la NBA

### Temporada regular
| Año     | Equipo     | PJ  | PT  | MPP  | %TC  | %3P  | %TL  | RPP | APP | ROB | TPP | PPP  |
| ------- | ---------- | --- | --- | ---- | ---- | ---- | ---- | --- | --- | --- | --- | ---- |
| 1985-86 | Indiana    | 81  | 60  | 28.1 | .515 | .000 | .646 | 7.2 | 1.0 | .4  | .5  | 14.7 |
| 1986-87 | Indiana    | 81  | 15  | 26.7 | .513 | .000 | .709 | 5.9 | 1.4 | .6  | .3  | 14.5 |
| 1987-88 | Indiana    | 79  | 57  | 30.1 | .512 | .000 | .783 | 6.2 | 1.3 | .7  | .4  | 16.1 |
| 1988-89 | Indiana    | 48  | 5   | 27.6 | .505 | .000 | .792 | 6.5 | 1.6 | .7  | .7  | 16.0 |
| 1988-89 | Sacramento | 31  | 30  | 35.7 | .523 | —    | .744 | 9.6 | 1.7 | .6  | .6  | 19.8 |
| 1989-90 | Sacramento | 79  | 79  | 37.2 | .525 | .000 | .783 | 7.5 | 1.4 | .7  | .7  | 22.3 |
| 1990-91 | Sacramento | 33  | 31  | 33.8 | .483 | .000 | .800 | 7.7 | 2.0 | .7  | .8  | 20.0 |
| 1991-92 | Sacramento | 72  | 71  | 35.0 | .500 | .000 | .763 | 6.5 | 1.5 | .8  | 1.1 | 16.6 |
| 1992-93 | Sacramento | 76  | 75  | 30.0 | .509 | .000 | .758 | 6.6 | 1.4 | .7  | .6  | 16.6 |
| 1993-94 | Sacramento | 79  | 77  | 32.4 | .501 | —    | .808 | 7.1 | 1.8 | .5  | .7  | 16.7 |
| 1994-95 | Phoenix    | 65  | 13  | 19.6 | .484 | —    | .770 | 3.8 | .7  | .4  | .4  | 10.0 |
| 1995-96 | Phoenix    | 63  | 6   | 18.3 | .495 | —    | .765 | 3.4 | .9  | .2  | .6  | 10.7 |
| 1996-97 | Phoenix    | 53  | 15  | 14.7 | .426 | —    | .625 | 2.3 | .4  | .2  | .4  | 6.5  |
| Total   | Total      | 840 | 534 | 28.4 | .505 | .000 | .760 | 6.1 | 1.3 | .6  | .6  | 15.3 |

### Playoffs
| Año   | Equipo  | PJ | PT | MPP  | %TC  | %3P  | %TL  | RPP | APP | ROB | TPP | PPP  |
| ----- | ------- | -- | -- | ---- | ---- | ---- | ---- | --- | --- | --- | --- | ---- |
| 1987  | Indiana | 4  | 0  | 27.0 | .613 | —    | .565 | 4.0 | 2.3 | .3  | .0  | 12.8 |
| 1995  | Phoenix | 10 | 0  | 17.0 | .451 | .000 | .643 | 3.0 | 1.1 | .0  | .4  | 7.3  |
| 1996  | Phoenix | 4  | 0  | 16.8 | .333 | —    | .500 | 1.0 | .5  | .3  | .3  | 5.3  |
| 1997  | Phoenix | 4  | 4  | 9.0  | .400 | —    | —    | 1.8 | .0  | .0  | .0  | 3.0  |
| Total | Total   | 22 | 4  | 17.3 | .456 | .000 | .590 | 2.6 | 1.0 | .1  | .2  | 7.1  |

## Trayectoria musical

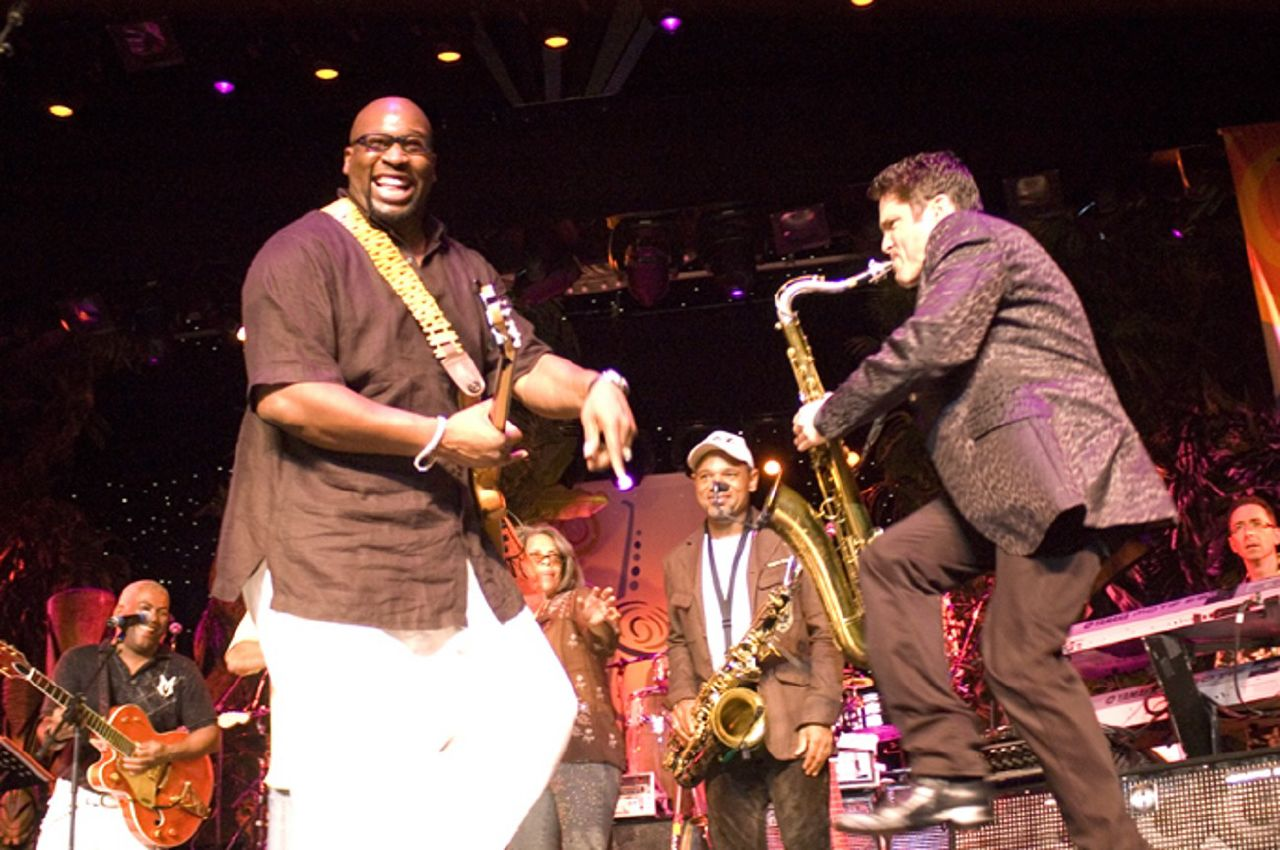
Wayman Tisdale, junto con Dave Koz.

Tisdale grabó su primer disco en 1995, titulado Power Forward. Fue galardonado con el Legacy Tribute Award por el Oklahoma Jazz Hall of Fame.

### Discografía
- Power Forward (1995)
- In The Zone (1996)
- Decisions (1998)
- Face to Face (2001)
- Presents 21 Days (2003)
- Hang Time (2004)
- Way Up! (2006)
- Rebound (2008)
- The Fonk Record (2010)

## Batalla contra el cáncer y fallecimiento
En marzo de 2007 le fue detectado un cáncer en la rodilla tras caerse por unas escaleras. En mayo del mismo año anunció que el quiste estaba prácticamente extinguido, y que las posibilidades de recuperación eran casi del 100%. El 15 de mayo de 2009, la Universidad de Oklahoma anunció el fallecimiento de Tisdale a causa de la enfermedad con la que luchó durante sus últimos años.